# Cultura de Botsuana

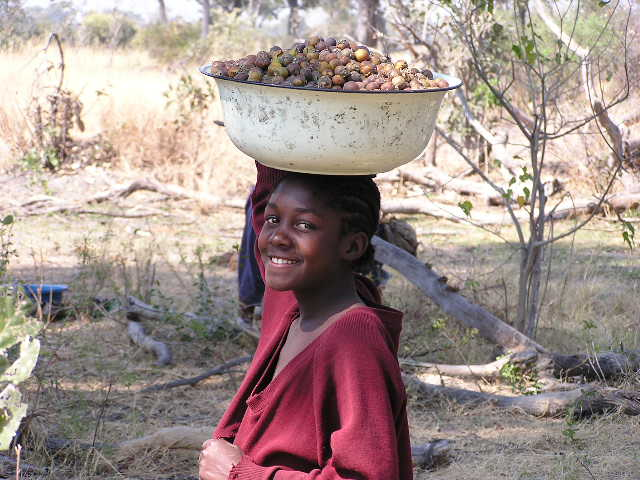
Jovencita en el delta del Okavango.

La cultura de Botsuana está marcada por un profundo sentido de identidad nacional y una gran confianza en su gobierno y su país. La historia del país, en la que se destacan una serie de maniobras que le permitieron evitar los peores aspectos del colonialismo, los pone orgullosos y les da confianza en sus capacidades, las de su gobierno y el futuro a un extremo que es raro en el África post colonial. En efecto, la fe en su gobierno y su progreso ha sido en gran medida facilitada por la enorme riqueza que proveen las minas de diamantes, que han permitido importantes inversiones en infraestructura, educación y salud.
La cultura tradicional hace las veces de un aglomerante social. El respeto por los mayores, el apego significativo a creencias religiosas, respeto por los roles tradicionales de los géneros, y la kgotla tradicional (un sitio específico en las villas en el cual se pueden discutir las diferencias en un tono de respeto mutuo), dan forma a una estructura social definida con ciertos aspectos conservadores.
Además de referirse a la lengua de las tribus predominantes en Botsuana, setswana es el adjetivo usado para describir las ricas tradiciones culturales de los batswana, ya sea interpretado como miembros de los grupos étnicos o tswana de todos los ciudadanos de Botsuana.

## Artesanías
En el norte de Botsuana, las mujeres de las villas de Etsha y de Gumare son famosas por sus  artesanías. Ellas producen coloridas cestas, de diversos tamaños y para diversos usos.  
Otra actividad artística reconocida es la cerámica producida en Thamaga, en el sudoeste de Botsuana.
Las pinturas rupestres más antiguas encontradas en África del Sur, más precisamente en el desierto de Kalahari, muestran imágenes geométricas, figuras de animales y algunas figuras humanas de 20.000 años de antigüedad.